# Voivoda
Voivoda (tạm dịch nghĩa là Đốc quân hoặc Thống quân), còn được viết là voievod, vojvoda hoặc wojewoda tùy theo ngôn ngữ, là một danh hiệu biểu thị một quân phiệt hoặc lãnh chúa ở Trung, Đông Nam và Đông Âu từ đầu thời Trung cổ. Danh hiệu này chủ yếu đề cập đến các thống đốc và chỉ huy quân sự của Hungary, Balkan hoặc ở một số cộng đồng nói tiếng Slav.
Trong Khối thịnh vượng chung Ba Lan-Litva, voivoda được sử dụng thay thế cho nhau với palatinus. Trong thời kỳ Sa hoàng của Nga, một voivoda là một thống đốc quân sự. Tại Các Thân vương xứ Danube, voivoda được coi là một danh hiệu tôn quý.

## Từ nguyên

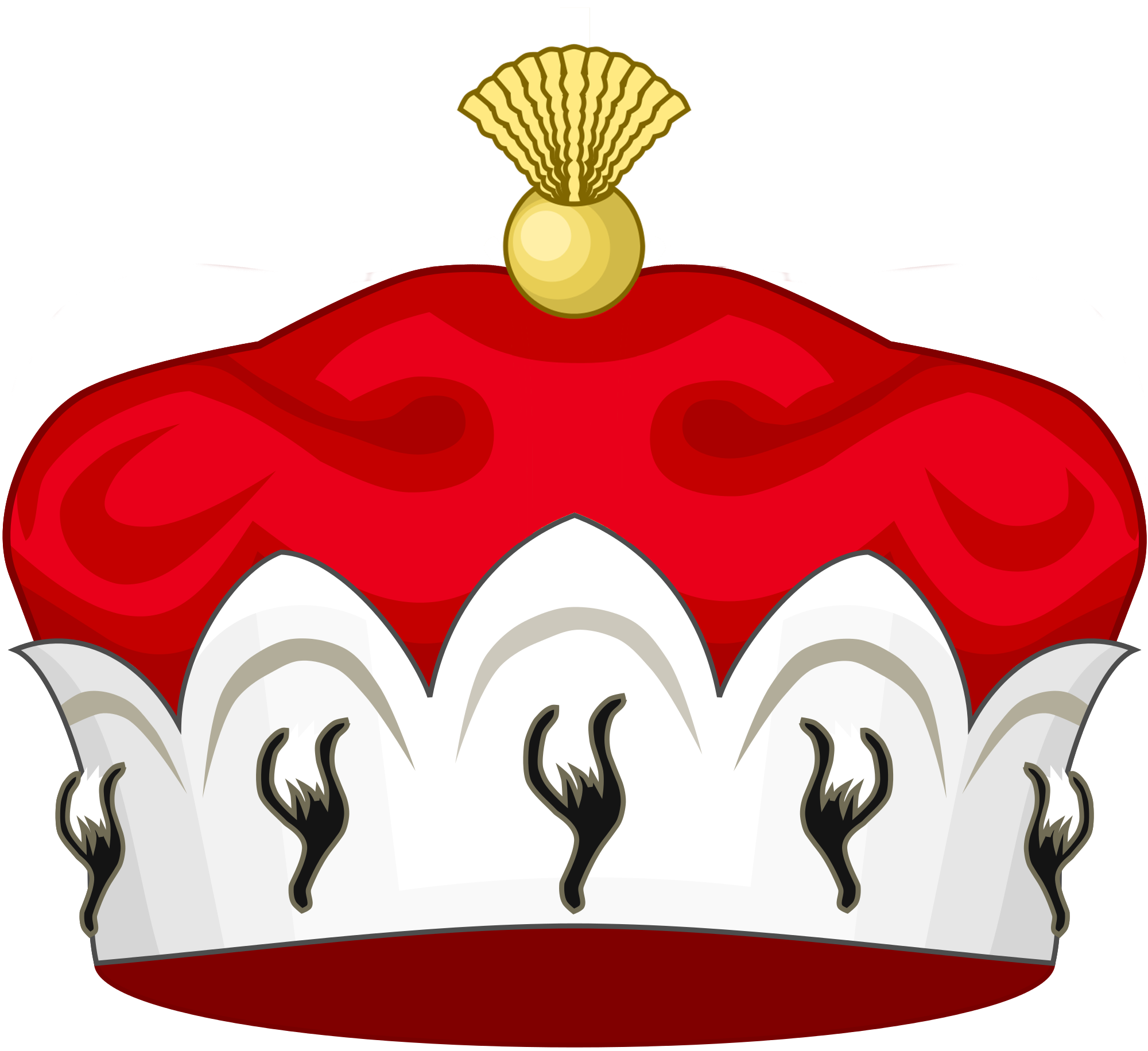
Mũ miện Voivoda

Thuật ngữ voivoda xuất phát từ hai gốc. Voi có liên quan đến chiến tranh, trong khi vod có nghĩa là "lãnh đạo" trong tiếng Slavic Cổ, cùng có nghĩa là "thủ lĩnh chiến tranh" hoặc "quân phiệt". Từ dịch tương đương trong tiếng Latinh là palatinus cũng để chỉ chỉ huy chính của một lực lượng quân sự, giữ chức vụ phụ tá cho quân vương. Trong tiếng Slav sơ kỳ, vojevoda tương đương với bellidux, nhà lãnh đạo quân sự trong chiến tranh. Thuật ngữ này cũng đã lan rộng sang các ngôn ngữ không phải tiếng Slav, ở những khu vực đã bị ảnh hưởng bởi tiếng Slav, như tiếng România, tiếng Hungary và tiếng Albania.

## Lịch sử

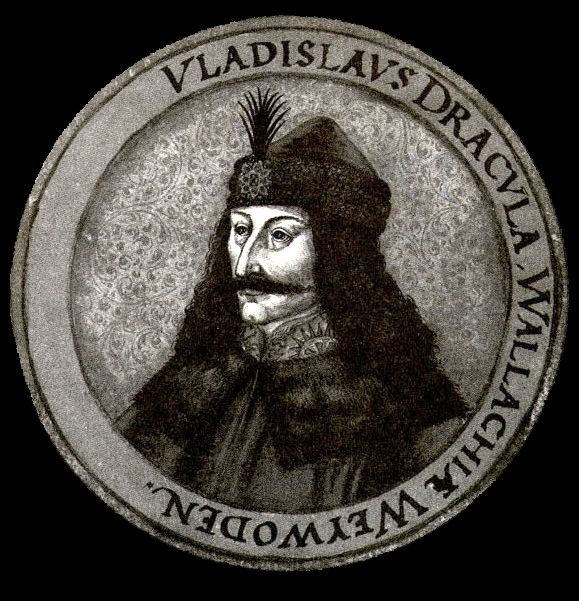
Vlad III Ţepeş, vị voivoda nổi tiếng xứ Wallachia.

Trong thời kỳ Đế chế Byzantine, voivoda đề cập đến các chỉ huy quân sự chủ yếu là người nói tiếng Slav, đặc biệt là ở vùng Balkan, Đế quốc Bulgaria là nhà nước Slav đầu tiên được thành lập lâu dài trong khu vực. Thuật ngữ voevodas (tiếng Hy Lạp: βοεβόδας) ban đầu được ghi chép trong tài liệu De Administrando Imperio của hoàng đế Byzantine Konstantinos VII vào thế kỷ thứ 10, liên quan đến các nhà lãnh đạo quân sự Hungary.
Danh hiệu được sử dụng trong thời trung cổ ở Bohemia, Bosnia, Bulgaria, Croatia, Hy Lạp, Hungary, Macedonia, Moldavia, Ba Lan, Rügen, Đế quốc Nga, Ukraina, Serbia, Transilvania và Wallachia. Vào cuối thời Trung cổ, voivoda, được chuyển ngữ sang tiếng Latinh thành palatinus, dùng chỉ đến chỉ huy chính của một lực lượng quân sự, cai trị thay mặt cho quốc vương, dần trở thành danh hiệu của các thống đốc lãnh thổ ở Ba Lan, Hungary và các vùng đất của Séc và ở Balkan.

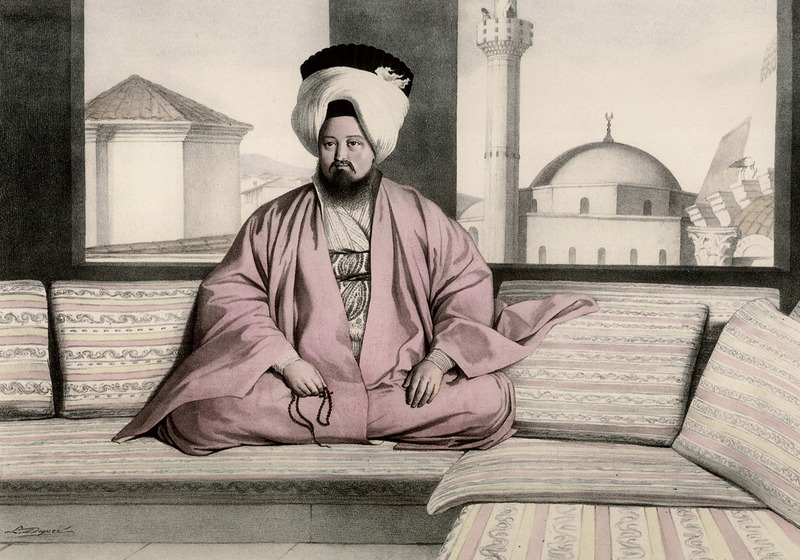
Mohammed Rushien Efendi, Voivoda Ottoman của Athens, 1827

Trong thời kỳ Ottoman cai trị Hy Lạp, các voivoda Ottoman của Athens cư ngụ tại Nhà thi đấu cổ Hadrian.
Tỉnh Vojvodina tự trị của Serbia là hậu thân của Vojvodina của Serbia, với Stevan Šupljikac là Vojvoda hoặc Dux (tương đương bậc Công tước), sau này trở thành Voivodeship của Serbia và Banat của Temeschwar.

## Cấp bậc quân sự

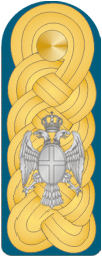
Cấp hiệu cầu vai Voivoda (Vương quốc Serbia và Vương quốc Nam Tư)

Ở Vương quốc Serbia và sau là Vương quốc Nam Tư, cấp bậc quân sự cao nhất được gọi là Vojvoda (tương đương Thống chế). Sau Thế chiến thứ hai, hệ thống quân hàm Quân đội Nhân dân Nam Tư mới thành lập đã không sử dụng hệ thống cấp bậc của hoàng gia, vì vậy, cấp bậc này cũng không còn tồn tại.